# Orthotylus modestus
Orthotylus modestus är en insektsart som beskrevs av Van Duzee 1916. Orthotylus modestus ingår i släktet Orthotylus och familjen ängsskinnbaggar.

## Underarter
Arten delas in i följande underarter:
- O. m. modestus
- O. m. immaculatus